# إستريد هاين
إستريد هاين (بالدنماركية: Estrid Hein)‏ هانسن سابقاً (1873- 1956) طبيبة عيون، وناشطة في حقوق النساء ورافضة للعنف. مارست مهنتها في كوبنهاغن منذ عام 1898، وفتحت عيادتها الخاصة في عام 1906. كانت أيضاً شخصية بارزة في الحركة النسائية، ترأست فرع  كوبنهاغن لجمعية المرأة الدنماركية منذ عام 1909، وعملت لاحقاً في المجلس المركزي للجمعية. في عام 1915، أصبحت عضواً ناشطاً في سلسلة السلام للمرأة الدنماركية (DKF) وهي الفرع الدنماركي للرابطة الدولية للمرأة من أجل السلام والحرية. انضمت في السنة ذاتها إلى لجنة قانون الأسرة الاسكندنافية حيث كان لها دور فعال في دعم تقدم حقوق النساء كزوجات، شاركت منذ عام 1933 في اللجنة التنفيذية لمجلس النساء الدنماركيات.

## النشأة والتعليم
وُلدت في 27 تموز من عام 1873 في كوبنهاغن، وكانت ابنة السياسي أوكتافيوس توماس هانسن (1838- 1903) وإيدا أنطوانيت وولف (1845- 1924)، والتي اشتهرت بعملها بالتطريز. ترعرعت في عائلة برجوازية ثريّة، كانت على تواصل مع شخصيات ثقافية وسياسية بارزة، بعد حصولها على قبول من جامعة ن. زحلة في عام 1890، درست الطب في جامعة كوبنهاغن، وتخرجت في عام 1896. في شهر أيلول من العام نفسه، تزوجت من المهندس جالمار هاين (1871- 1922). وتابعت لتمضي سنة في باريس درست فيها علم البصريات الفيزيولوجي، وتبعت ذلك رحلات دراسية إلى عيادات الأسنان في بريطانيا وهولندا والنمسا وألمانيا.

## الحياة المهنية
عند عودتها إلى كوبنهاغن، بدأت بممارسة مهنتها في عام 1898، وفتحت عيادتها الخاصة في عام 1906 محافظة على رضا زبائنها. في عام 1918، حصلت على شهادتها التخصصية وأكملت مزاولتها لمهنتها حتى تقاعدت في عام 1939.
كانت هاين أيضاً ناشطة في حركات المرأة، وأصبحت أخصائية طبية في جمعية المهن النسائية وعمال الحكومة وعملت في مجلس جمعية لويس التي تم تأسيسيها لتخفيف حدّة الفقر بين النساء العازبات المحتاجات. في عام 1914، أصبحت أول امرأة تعمل في مجلس معهد المكفوفين.
ترأست هاين فرع كوبنهاغن لجمعية المرأة الدنماركية منذ عام 1909 حتى عام 1916 إذ كانت شخصية بارزة في المؤسسة. نجحت في القيام بحملة من أجل مساواة حقوق المرأة سواء كان في حق التصويت أو قانون المصنع. في عام 1915، أصبحت إلى جانب ثورا دوجاردوكلارا تايبيرج وبيني سيدرفيلد دي سيمونسين وهيني فورشهامر من الأعضاء الأوائل في سلسلة السلام للمرأة الدنماركية، وهو الفرع الدنماركي للاتحاد الدولي النسائي للسلام والحرية. 
انضمت في السنة ذاتها إلى اللجنة الاسكندنافية لقانون العائلة إذ نجحت في تحسين حقوق المرأة في الزواج في إصلاحات عام 1920 الخاصة بالزواج في الدنمارك.
كانت هاين أيضاً ناشطة في اللجنة الدنماركية لمكافحة تجارة الرقيق الأبيض والتي تم تأسيسها لمحاربة تجارة العبيد البيض.
وقد لعبت أيضاً دوراً بارزاً في اللجنة الاستشارية لاتحاد الأمم في محاربة التجارة بالأطفال والنساء وكانت مفوّضة لمدة 18 عاماً. وكانت منذ عام 1933 عضواً في المجلس الوطني للمرأة.
توفيت إستريد هانسن في هورشولم في 25 تموز/يوليو عام 1956.